# Limbusstammzelle

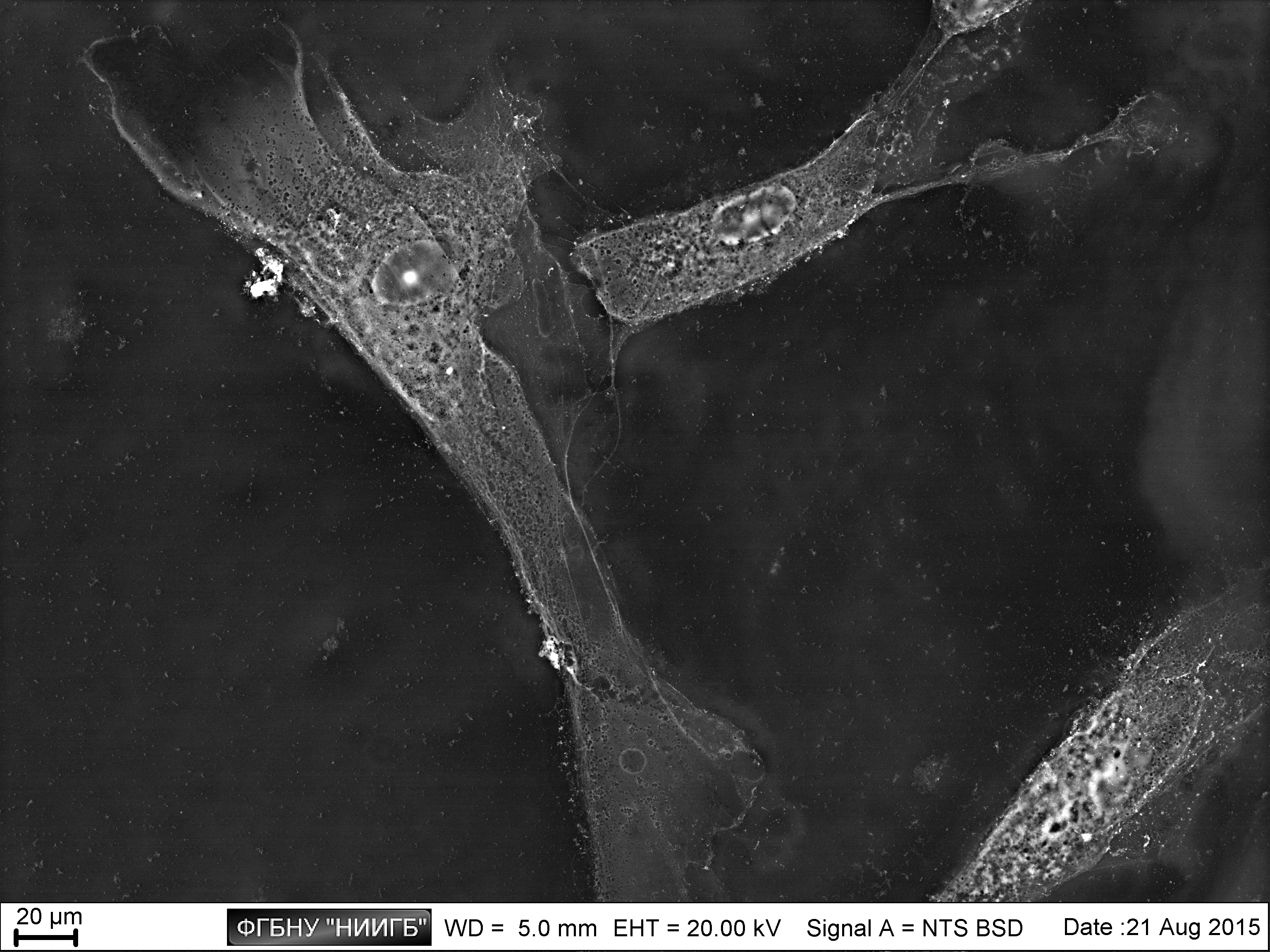
Limbusstammzelle

Limbusstammzellen (Limbal stem cells, LSC) sind unipotente Stammzellen, die sich im Limbus zwischen Hornhaut und Sklera des Auges befinden. Sie sind für die Regeneration des Epithels der Hornhaut zuständig. Bestimmte Bedingungen, wie angeborene Erkrankungen (z. B. Aniridie), Verätzungen, Verbrennungen oder Autoimmunerkrankungen können zum Funktionsverlust der Limbusstammzellen führen (Limbusstammzellinsuffizienz). In der Folge können Zellen des Bindehautgewebes in die Hornhaut migrieren und Blindheit verursachen. Als Behandlung kommt bei einer unilateralen (nur ein Auge betreffenden) Insuffizienz autogene und bei einer bilateralen Insuffizienz allogene Stammzelltransplantation in Frage.